# دره بوم
دره بوم (به لاتین: Darreh-ye Bum) یک منطقهٔ مسکونی در افغانستان است که در ولایت بادغیس واقع شده‌است.

## جستارهای وابسته

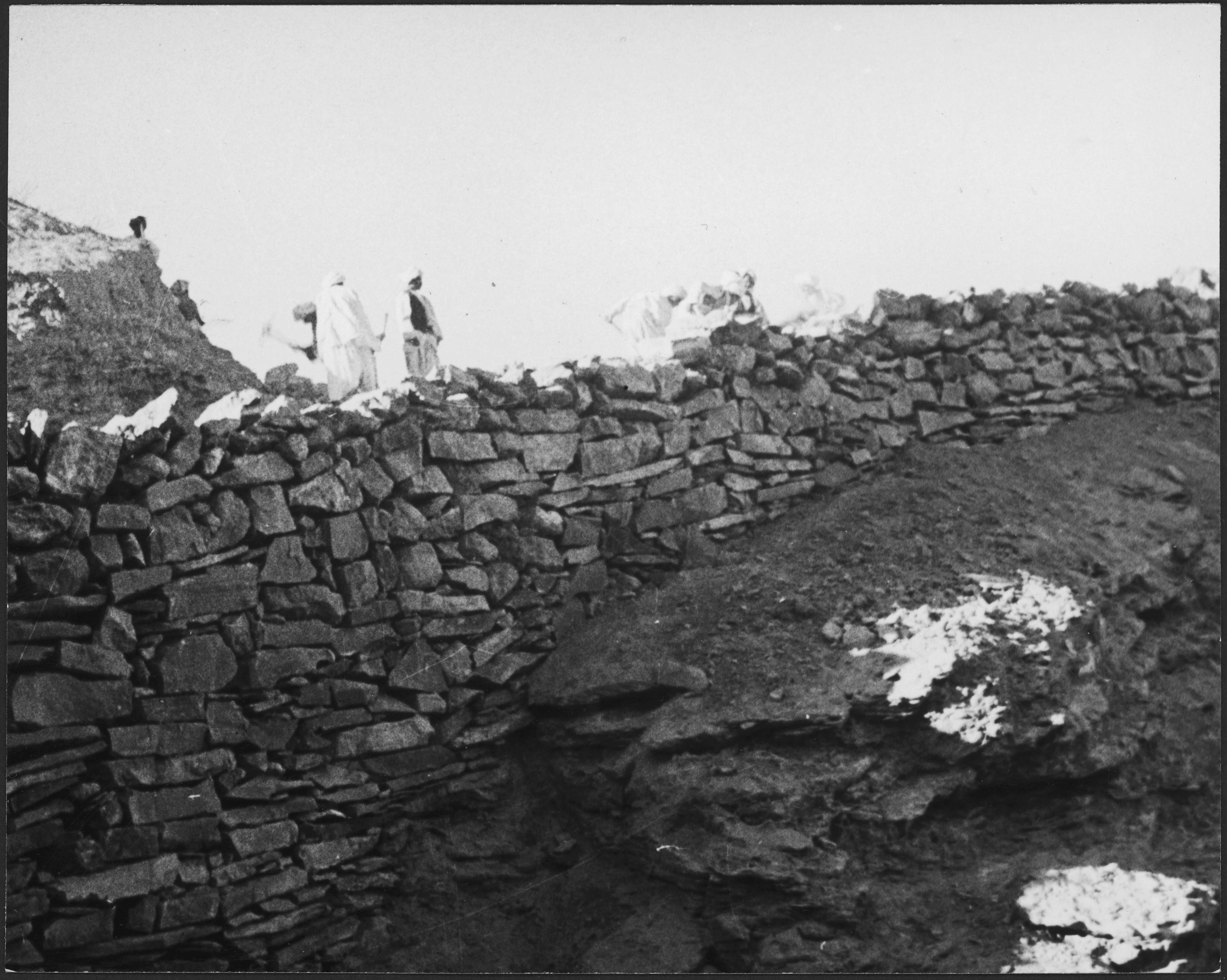
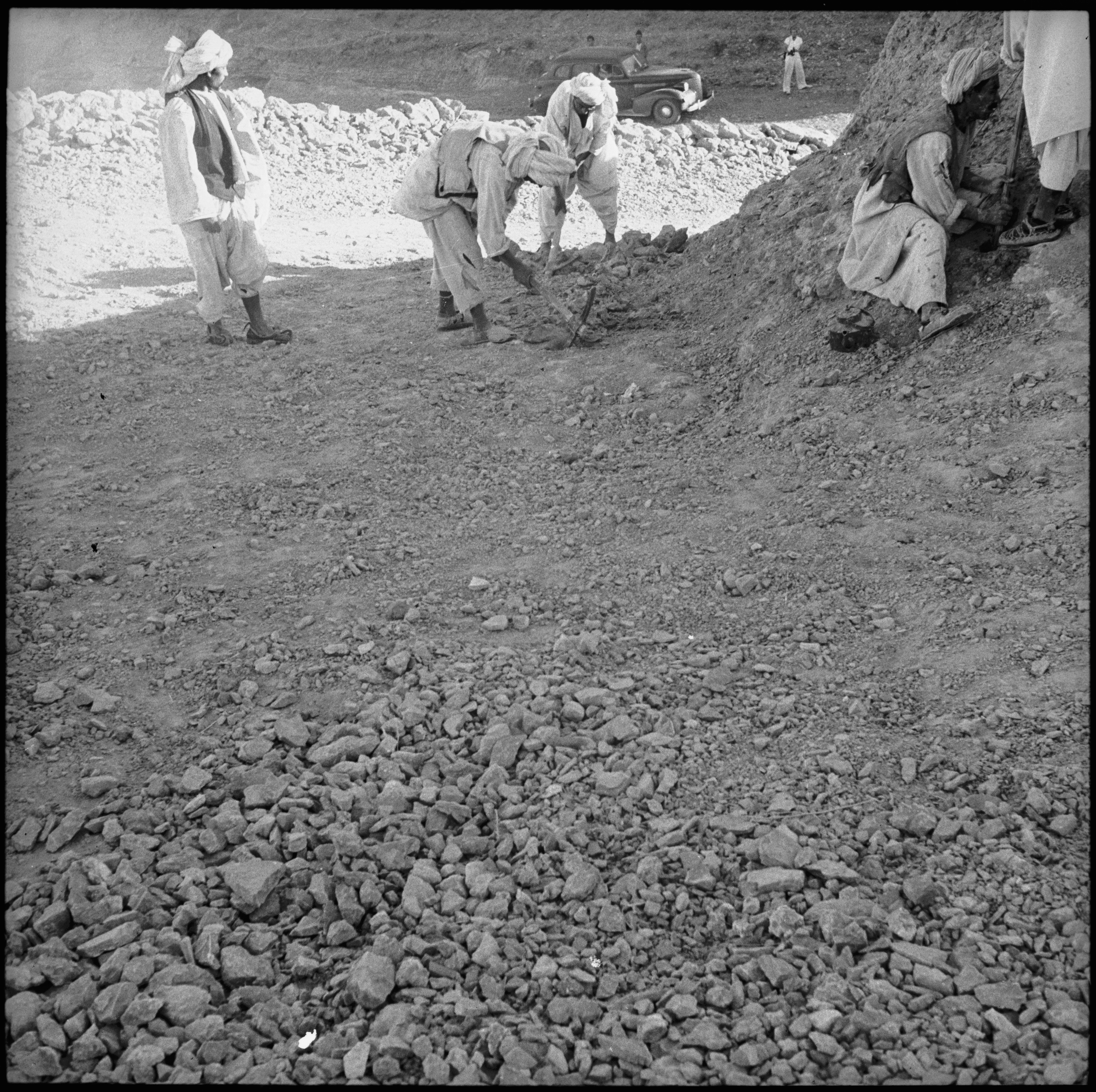